# Служба маршалов США
Служба федеральных судебных приставов (англ. United States Marshals Service) — подразделение Министерства юстиции США, старейшее федеральное правоохранительное агентство США. Было создано 24 сентября 1789 года. В задачи Службы входит обеспечение деятельности федеральных судов, контроль за исполнением их приговоров и решений, розыск, арест и надзор за содержанием федеральных преступников, аукционная продажа конфискованного имущества, а также борьба с терроризмом и массовыми беспорядками. Штаб-квартира располагается в Арлингтоне, штат Виргиния.
В состав Службы также входит Академия Службы маршалов США (англ. U.S. Marshals Service Training Academy).
Сотрудник службы, федеральный маршал (англ. U.S. Marshal), назначается президентом с последующим утверждением Сенатом на четырёхлетний срок. Его должность соответствует по функциям должности шерифа в окружном суде. Часть обязанностей федерального маршала выполняется его заместителем (англ. deputy marshal).

## История создания
Должности маршалов и их заместителей были созданы первым Конгрессом на основании положений Судебного закона 1789 года. Указанным документом определено, что функцией маршалов является претворение законов в жизнь. Таким образом, Служба маршалов Соединённых Штатов — самый старый правоохранительный орган, исполняющий федеральные законы.
В письме Эдмунду Рэндолфу, первому Генеральному прокурору Соединённых Штатов, президент Джордж Вашингтон писал:

Впечатление от правосудия, эффективность его выполнения — это фундамент нашего общества, на котором держится Правительство. Я рассмотрел первую договорённость Судебного отдела, как необходимость для нашей Страны, которая приведёт к стабильности её политической системы, выбор самых пригодных людей, чтобы разъяснять закон, и осуществлять правосудие, был всегда объектом моего беспокойства.

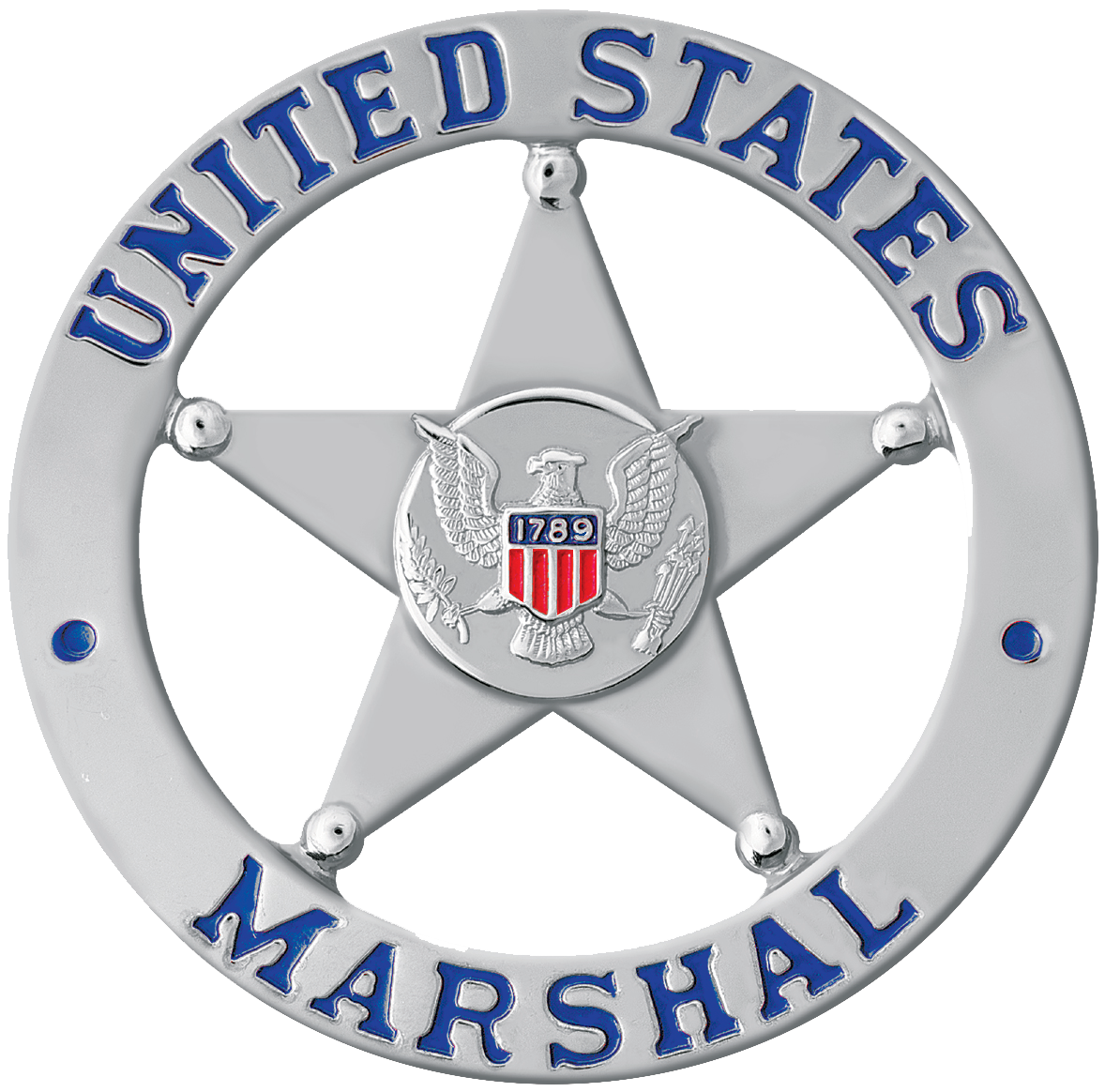
Значок маршала США

Многие из первых маршалов уже состояли на военной службе во время Американской Революции. Среди первых маршалов был конгрессмен, зять Джона Адамса — Уильям Стивенс Смит, конгрессмены Томас Моррисон и Генри Дерборна (район Мэна).
С самых ранних дней становления нации маршалам разрешали принимать на работу помощников: как обычных людей, так и представителей других правоохранительных структур.
Маршалы также могли создавать отряды и предоставлять полномочные статусы помощникам; эти отряды выполняли правоохранительные функции. Маршалы имеют большие полномочия, направленные на обеспечение функционирования федеральных судов в пределах вверенных им районов, в выполнении законных указов, выпущенных федеральными судьями, Конгрессом или президентом США.
Маршалы и их помощники вручали повестки в суд, вызовы, предписания, ордера и другие документы, выпущенные судами, совершали аресты и перевозили федеральных заключённых. Они занимались перевозкой зарплат служащих судов, доставкой и охраной свидетелей.
Когда Джордж Вашингтон, его первое правительство и первый Конгресс начали принимать законы, они обнаружили, что их трудно выполнять на местах, так как не было эффективного института их исполнения. Первыми посредниками между Федеральным правительством и местными властями стали федеральные маршалы и их помощники.

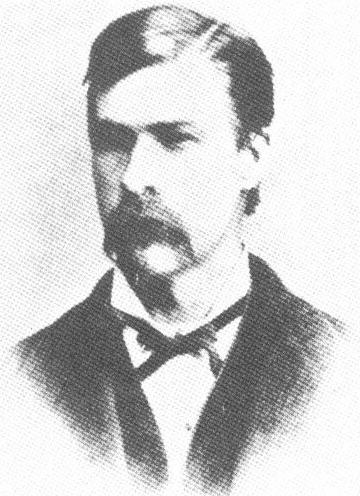
Маршал США Морган Эрп (1881)

Маршалы также представляли Федеральное правительство в пределах вверенных им районов. Они вели всеобщую перепись населения каждое десятилетие вплоть до 1870 года. Они распространяли президентские послания, собирали статистическую информацию относительно торговли и производства, собирали данные правительственных служащих для национального регистра и выполняли другие задачи, необходимые для эффективной работы центральных органов власти. За прошедшие 200 лет Конгресс, президент и губернаторы обращались к маршалам с просьбой выполнить необычные или экстраординарные миссии, такие как: поиск вражеских шпионов во время войны, охрана американской границы против вооруженных экспедиций зарубежных стран, и, время от времени, в период холодной войны, обмен шпионами с Советским Союзом; ими также восстановлена копия билля о правах Северной Каролины.
Некоторые маршалы (особенно на американском Западе) встали на защиту закона как легендарные герои Дикого Запада перед лицом необузданного беззакония. Маршалы ликвидировали Банду Далтонов в 1892 году, помогли подавить Пулмановскую стачку в 1894 году, действовали во времена Сухого закона в течение 1920-х годов, и защищали американских атлетов на Олимпийских играх. Маршалы были задействованы в инциденте с мальчиком-беженцем Элианом Гонсалесом при возвращении его на Кубу в 2000 году и охраняли абортарии, как того требовал федеральный закон. С 1989 года маршалы были ответственны за исполнение законов среди американского персонала в Антарктиде, хотя они и не присутствуют там постоянно.
Одна из чёрных страниц в истории маршалов — это поиск беглых рабов, как того требовал закон 1850 года. Им также разрешалось формировать отряды и вербовать любого человека в любом месте, чтобы помочь в возвращении беглых рабов. Отказ сотрудничать с маршалом приводил к штрафу в 5000 долларов США или тюремному заключению. 
Однако, в 1954 году федеральные маршалы совместно с заместителем генерального прокурора противостояли губернатору штата Алабама, не желавшему пропускать первых чернокожих студентов в Алабамский университет, а в 1960 году в один из ключевых моментов краха сегрегационной системы и начала процесса установления расового равноправия в южных штатах маршалы сопровождали в школу Руби Бриджес — шестилетнюю афроамериканскую девочку, одну из первых темнокожих учеников, допущенных к обучению в исключительно «белой» школе .

## Обязанности

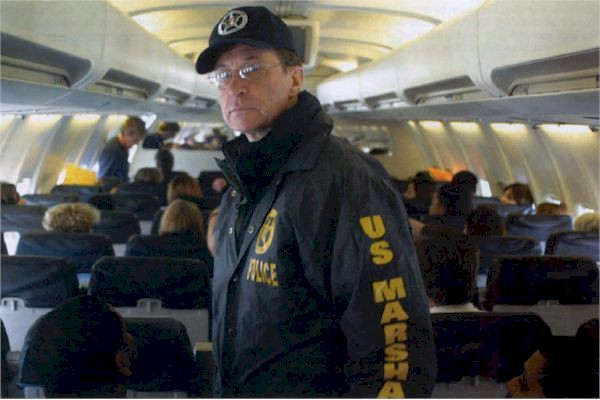
Маршал при перевозке заключённых

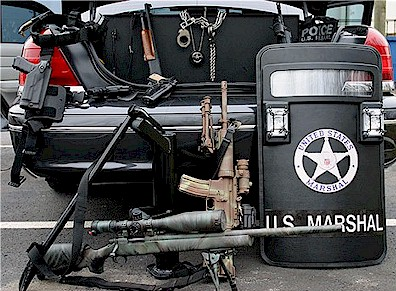
Арсенал федеральных маршалов

Маршалы ответственны за поиск беглецов, предоставляют защиту федеральной судебной власти, транспортируют федеральных заключённых (см. JPATS), защищают федеральных свидетелей, охраняют материальные ценности, конфискованные по решению суда, занимаются исполнением законных предписаний и актов, выпущенных властями.
Маршалы осуществляют свою деятельность в пределах всей страны или конкретного штата или округа, в зависимости от полномочий.
В 2007 году американские маршалы нашли 36 000 федеральных беглецов (сбежавших заключённых, лиц в розыске и т. д.) и привели в исполнение 38 900 федеральных ордеров.
Американские маршалы могут привлекать (вербовать) граждан как помощников при необходимости. Они не могут вербовать солдат, несущих службу и находящихся в форме, но могут, если те не на дежурстве и в гражданской одежде. Эта возможность появилась со времён Дикого Запада, когда создавались отряды по поиску рабов под названием «Отряд правосудия».

## Оружие

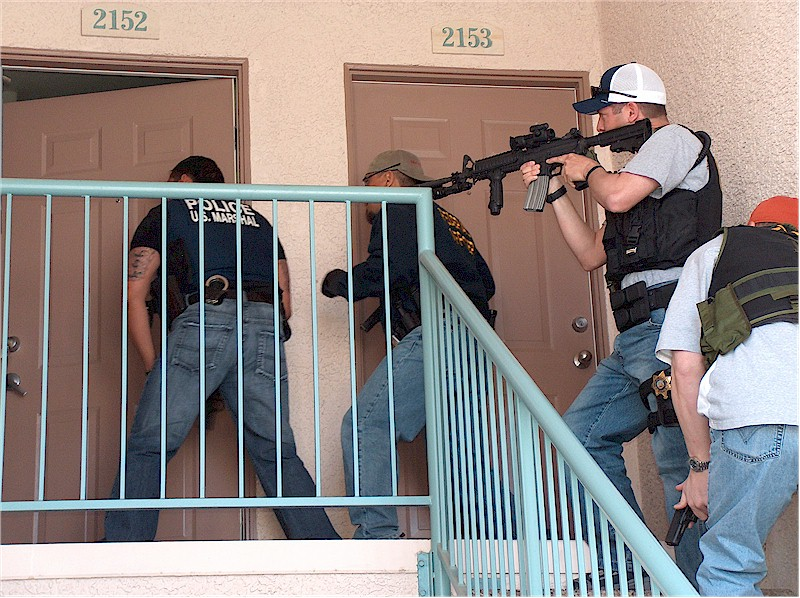
Американский маршал, вооружённый автоматом M4, штурмует квартиру, где засели преступники

Согласно веб-сайту американских маршалов, основное оружие американских маршалов — Глок 22 или Глок 23. У каждого маршала есть запасное оружие. При операциях они могут использовать винтовки типа AR-15 или многозарядные дробовики.

## Структура
Директор и каждый маршал назначен президентом Соединённых Штатов и делегирован Сенатом Соединённых Штатов, так гласит федеральный закон. Районы маршалов совпадают с районом штата или округа.
Американская система судопроизводства разделена на 94 района и в каждом есть представительство американских маршалов.

## В культуре
- Фарго
- Настоящее мужество
- Беглец (фильм, 1993)
- Секретные материалы
- Служители закона (фильм)
- Остров проклятых
- Джанго освобожденный
- Железная хватка
- Быстрый и мертвый
- Стиратель
- Правосудие (телесериал, 2010)
- Эврика (телесериал)
- Короли побега (сериал)
- На том стоим
- Воздушная тюрьма
- Преследование (телесериал)
- Вздёрни их повыше
- В простом виде (сериал)
- Искатель (телесериал, 2012)
- Клин клином (фильм, 2012)
- Сыны Анархии (сериал)
- Белый воротничок
- Менталист (телесериал) — 1 сезон 20 серия, расследование дела, в котором произошло убийство свидетеля под защитой маршалами.
- Декстер (сериал)
- Клан Сопрано (сериал) — 6 сезон 5 серия, маршалы сопровождают Джона Сакримони на свадьбу дочери.
- Белая мгла
- Воздушный маршал (2014)
- Красотки в бегах (2015 г.)
- Гримм (телесериал) — 5 сезон 2 серия, за подозреваемым приезжают федеральные маршалы.
- Элементарно (телесериал 2012—2019) — 6 сезон 12 серия, детективу Маркусу Беллу (Джон Майкл Хилл) предложили стать федеральным Маршалом
- Сверхъестественное (сериал) — 2 сезон 9 серия, братья Дин и Сэм представились федеральными маршалами
- Far Cry 5
- Люцифер — 4 сезон 1 серия
- Подозреваемый — 2 сезон 17 серия
- Ад на колёсах (телесериал, 2011—2016) — 4 сезон
- Нарко: Мексика (телесериал) — 1 сезон 6 серия, маршалы были поддержкой, в операции по захвату главы картеля.
- Grimm - 5 сезон 2 серия, маршалы забрали задержанного из участка Полиции Portland, были убиты им же.
- BIOHAZARD: To the Liberty (роман, 2002) — маршалы, включая протагониста Хосе Лопеса, перевозят опасного заключённого в Нью-Йорк. События разворачиваются во вселенной Resident Evil.